# Hrvatski Nogometni Klub Rijeka 2019-2020
Questa voce raccoglie le informazioni riguardanti il Hrvatski Nogometni Klub Rijeka nelle competizioni ufficiali della stagione 2019-2020.

## Stagione
In 1.HNL il Rijeka non riuscì né a lottare per il titolo (la Dinamo Zagabria la distaccò di ben sedici punti) né a conquistare il secondo posto che sarebbe valso l'accesso alla Champions League: si classificò al terzo posto, a un solo punto dal secondo posto occupato dal Lokomotiva Zagabria, qualificandosi all'Europa League. Riuscì in compenso a vincere la sua sesta Coppa di Croazia battendo in finale il Lokomotiva Zagabria. In Supercoppa di Croazia fu sconfitta per 1-0 dalla Dinamo Zagabria. Infine in Europa League non riuscì a qualificarsi alla fase a gironi venendo eliminata dal Gent.

## Rosa
Aggiornata al 3 settembre 2019.
| N. |                                 | Ruolo | Calciatore                  |
| -- | ------------------------------- | ----- | --------------------------- |
| 1  | Nigeria (bandiera)              | P     | David Nwolokor              |
| 2  | Croazia (bandiera)              | D     | Lorenco Šimić               |
| 3  | Croazia (bandiera)              | D     | Petar Mamić                 |
| 4  | Croazia (bandiera)              | D     | Roberto Punčec              |
| 5  | Macedonia del Nord (bandiera)   | D     | Darko Velkoski              |
| 6  | Croazia (bandiera)              | C     | Ivan Lepinjica              |
| 7  | Bosnia ed Erzegovina (bandiera) | A     | Zoran Kvržić                |
| 8  | Croazia (bandiera)              | C     | Tibor Halilović             |
| 9  | Croazia (bandiera)              | A     | Matko Babić                 |
| 10 | Croazia (bandiera)              | C     | Domagoj Pavičić             |
| 11 | Croazia (bandiera)              | A     | Matej Vuk                   |
| 14 | Ghana (bandiera)                | A     | Boadu Acosty                |
| 17 | Croazia (bandiera)              | A     | Antonio Čolak               |
| 18 | Croazia (bandiera)              | A     | Robert Murić                |
| 20 | Austria (bandiera)              | A     | Alexander Gorgon (capitano) |

| N. |                                 | Ruolo | Calciatore           |
| -- | ------------------------------- | ----- | -------------------- |
| 21 | Croazia (bandiera)              | A     | Jakov Puljić         |
| 22 | Croazia (bandiera)              | A     | Denis Bušnja         |
| 26 | Portogallo (bandiera)           | D     | João Escoval         |
| 27 | Croazia (bandiera)              | D     | Ivan Tomečak         |
| 29 | Montenegro (bandiera)           | D     | Momčilo Raspopović   |
| 30 | Spagna (bandiera)               | C     | Dani Iglesias        |
| 31 | Croazia (bandiera)              | C     | Luka Capan           |
| 32 | Croazia (bandiera)              | P     | Andrej Prskalo       |
| 36 | Croazia (bandiera)              | D     | Hrvoje Smolčić       |
| 44 | Bosnia ed Erzegovina (bandiera) | C     | Stjepan Lončar       |
|    | Nigeria (bandiera)              | P     | Ayotunde Ikuepamitan |
|    | Nigeria (bandiera)              | D     | Muhammed Kabiru      |
|    | Croazia (bandiera)              | C     | Franko Andrijašević  |
|    | Nigeria (bandiera)              | C     | Gerald Diyoke        |
|    | Croazia (bandiera)              | C     | Antun Svetić         |

## Risultati

### HT Prva liga
| Arbitro: | Dario Bel (Osijek) |

|               |           |             |
| Murić 7’, 58’ | Marcatori | 22’ Kolarić |

| Arbitro: | Mario Zebec (Cestica) |

|  |           |             |
|  | Marcatori | 90+2’ Čolak |

| Arbitro: | Ante Čuljak (Zagabria) |

|                                  |           |                |
| Čolak 24’ Lončar 30’ Tomečak 73’ | Marcatori | 47’ Krstanović |

| Arbitro: | Dario Bel (Osijek) |

|                      |           |  |
| Ndiaye 45+1’ Suk 67’ | Marcatori |  |

| Arbitro: | Duje Strukan (Spalato) |

|           |           |           |
| Čolak 34’ | Marcatori | 86’ Žaper |

| Arbitro: | Tihomir Pejin (Donji Miholjac) |

|                                       |           |  |
| Olmo 9’ Oršić 17’ Petković 56’ (rig.) | Marcatori |  |

| Arbitro: | Ante Čuljak (Zagabria) |

|            |           |                 |
| Gorgon 31’ | Marcatori | 2’ (rig.) Mamut |

| Arbitro: | Fran Jović (Zagabria) |

|                  |           |            |
| Andrijašević 31’ | Marcatori | 78’ Teklić |

| Arbitro: | Igor Pajač (Sveti Ivan Zelina) |

|  |           |                                      |
|  | Marcatori | 6’ Andrijašević 45’ Lončar 77’ Murić |

| Arbitro: | Igor Pajač (Sveti Ivan Zelina) |

|  |           |                           |
|  | Marcatori | 12’ Escoval 36’ Halilović |

| Arbitro: | Igor Pajač (Sveti Ivan Zelina) |

|                    |           |           |
| Andrijašević 45+1’ | Marcatori | 49’ Uzuni |

| Arbitro: | Tihomir Pejin (Donji Miholjac) |

|                 |           |                       |
| Radivojević 14’ | Marcatori | 74’ Gorgon 90’ Acosty |

| Arbitro: | Duje Strukan (Spalato) |

|             |           |                                 |
| Tomečak 82’ | Marcatori | 62’ Zwoliński 90+2’ Dvorneković |

| Arbitro: | Fran Jović (Zagabria) |

|                              |           |                       |
| Marić 65’ Lopa 79’ Žaper 88’ | Marcatori | 37’ Čolak 45’ Župarić |

| Arbitro: | Mario Zebec (Cestica) |

|  |           |                                                 |
|  | Marcatori | 14’ Ivanušec 18’, 26’, 70’ Oršić 20’ Stojanović |

| Arbitro: | Tihomir Pejin (Donji Miholjac) |

|             |           |                                           |
| Soldo 90+1’ | Marcatori | 6’ Andrijašević 23’, 28’ Čolak 32’ Gorgon |

| Arbitro: | Fran Jović (Zagabria) |

|  |           |                                                      |
|  | Marcatori | 43’ Acosty 83’ Raspopović 87’ Gorgon 90+3’ Halilović |

| Arbitro: | Igor Pajač (Sveti Ivan Zelina) |

|                              |           |  |
| Galilea 15’ (aut.) Murić 28’ | Marcatori |  |

| Arbitro: | Ivan Vučković (Zagabria) |

|                           |           |                    |
| Acosty 12’ Čolak 47’, 90’ | Marcatori | 83’ (rig.) Glavica |

| Arbitro: | Damir Batinić (Osijek) |

|                   |           |            |
| Kastrati 45’, 71’ | Marcatori | 86’ Lončar |

| Arbitro: | Marko Matoc (Zaprešić) |

|           |           |  |
| Čolak 33’ | Marcatori |  |

| Velika Gorica 16 febbraio 2020, ore 17:30 CET (UTC+1) 22ª giornata | HNK Gorica            | 0 – 0 referto | Rijeka | Radnik (2 137 spett.)\| Arbitro: \| Fran Jović (Zagabria) \| |
| Arbitro:                                                           | Fran Jović (Zagabria) |               |        |                                                              |

| Arbitro: | Duje Strukan (Spalato) |

|            |           |  |
| Gorgon 11’ | Marcatori |  |

| Arbitro: | Duje Strukan (Spalato) |

|                                            |           |  |
| Ademi 1’ Kądzior 81’ Oršić 85’ Gojak 90+3’ | Marcatori |  |

| Arbitro: | Ivan Vučković (Zagabria) |

|                                              |           |           |
| Čolak 9’ Lepinjica 41’ Galović 66’ Murić 84’ | Marcatori | 70’ Mamut |

| Arbitro: | Damir Batinić (Osijek) |

|                             |           |  |
| Čolak 61’ Gorgon 72’ (rig.) | Marcatori |  |

| Arbitro: | Dario Bel (Osijek) |

|                  |           |                                 |
| Perić-Komšić 88’ | Marcatori | 4’ Lončar 70’ Čolak 90+3’ Murić |

| Varaždin 12 giugno 2020, ore 18:55 CEST (UTC+2) 28ª giornata | Varaždin                       | 0 – 0 referto | Rijeka | Varteks (0 spett.)\| Arbitro: \| Tihomir Pejin (Donji Miholjac) \| |
| Arbitro:                                                     | Tihomir Pejin (Donji Miholjac) |               |        |                                                                    |

| Arbitro: | Damir Batinić (Osijek) |

|                             |           |                                 |
| Andrijašević 78’ Yatéké 66’ | Marcatori | 36’ Kastrati 87’ (rig.) Karačić |

| Arbitro: | Marko Matoc (Zaprešić) |

|            |           |  |
| Mateus 30’ | Marcatori |  |

| Arbitro: | Ivan Vučković (Zagabria) |

|           |           |                              |
| Pires 84’ | Marcatori | 12’ (rig.) Lovrić 79’ Ndiaye |

| Arbitro: | Duje Strukan (Spalato) |

|           |           |  |
| Mance 53’ | Marcatori |  |

| Arbitro: | Damir Batinić (Osijek) |

|                              |           |  |
| Gvardiol 2’ (aut.) Čolak 52’ | Marcatori |  |

| Arbitro: | Ivan Vučković (Zagabria) |

|  |           |                  |
|  | Marcatori | 71’ (rig.) Čolak |

| Arbitro: | Damir Batinić (Osijek) |

|                             |           |                              |
| Eduok 39’ Caktaš 69’ (rig.) | Marcatori | 19’, 45’ Čolak 90+2’ Galović |

| Arbitro: | Mario Zebec (Cestica) |

|                                 |           |                        |
| Čolak 18’, 24’, 35’ (rig.), 54’ | Marcatori | 60’, 78’ (rig.) Guzina |

Fonte: Croatian Football Federation

### Coppa di Croazia
| Arbitro: | Ivan Vučković (Zagabria) |

|  |           |                                                                                                   |
|  | Marcatori | 4’, 81’ Murić 10’, 16’ Čolak 26’, 54’ Punčec 31’ Pavičić 66’ Mamić 74’ Lončar 80’ Vuk 90’ Smolčić |

| Arbitro: | Igor Pajač (Sveti Ivan Zelina) |

|         |           |                      |
| Vuk 83’ | Marcatori | 47’ Mamić 54’ Gorgon |

| Arbitro: | Igor Pajač (Sveti Ivan Zelina) |

|           |           |  |
| Čolak 16’ | Marcatori |  |

| Arbitro: | Igor Pajač (Sveti Ivan Zelina) |

|                                       |           |                 |
| Murić 66’ Čolak 74’ (rig.) Yatéké 86’ | Marcatori | 16’, 48’ Bočkaj |

| Arbitro: | Tihomir Pejin (Donji Miholjac) |

|               |           |  |
| Halilović 76’ | Marcatori |  |

Fonte: Croatian Football Federation

### UEFA Europa League
| Arbitro: | Ricardo de Burgos Bengoetxea |

|                            |           |  |
| Čolak 62’ (rig.) Murić 87’ | Marcatori |  |

| Arbitro: | Harald Lechner |

|  |           |                      |
|  | Marcatori | 10’ Lončar 32’ Čolak |

| Arbitro: | Daniel Stefański |

|                   |           |               |
| Depoitre 57’, 71’ | Marcatori | 39’ Halilović |

| Arbitro: | François Letexier |

|            |           |             |
| Puljić 32’ | Marcatori | 33’ Plastun |

Fonte: uefa.com

### Supercoppa di Croazia
| Arbitro: | Mario Zebec (Cestica) |

|           |           |  |
| Gojak 41’ | Marcatori |  |